# Baseboll (boll)
För sporten baseboll, se baseboll. För det tyska rockabillybandet, se The Baseballs.

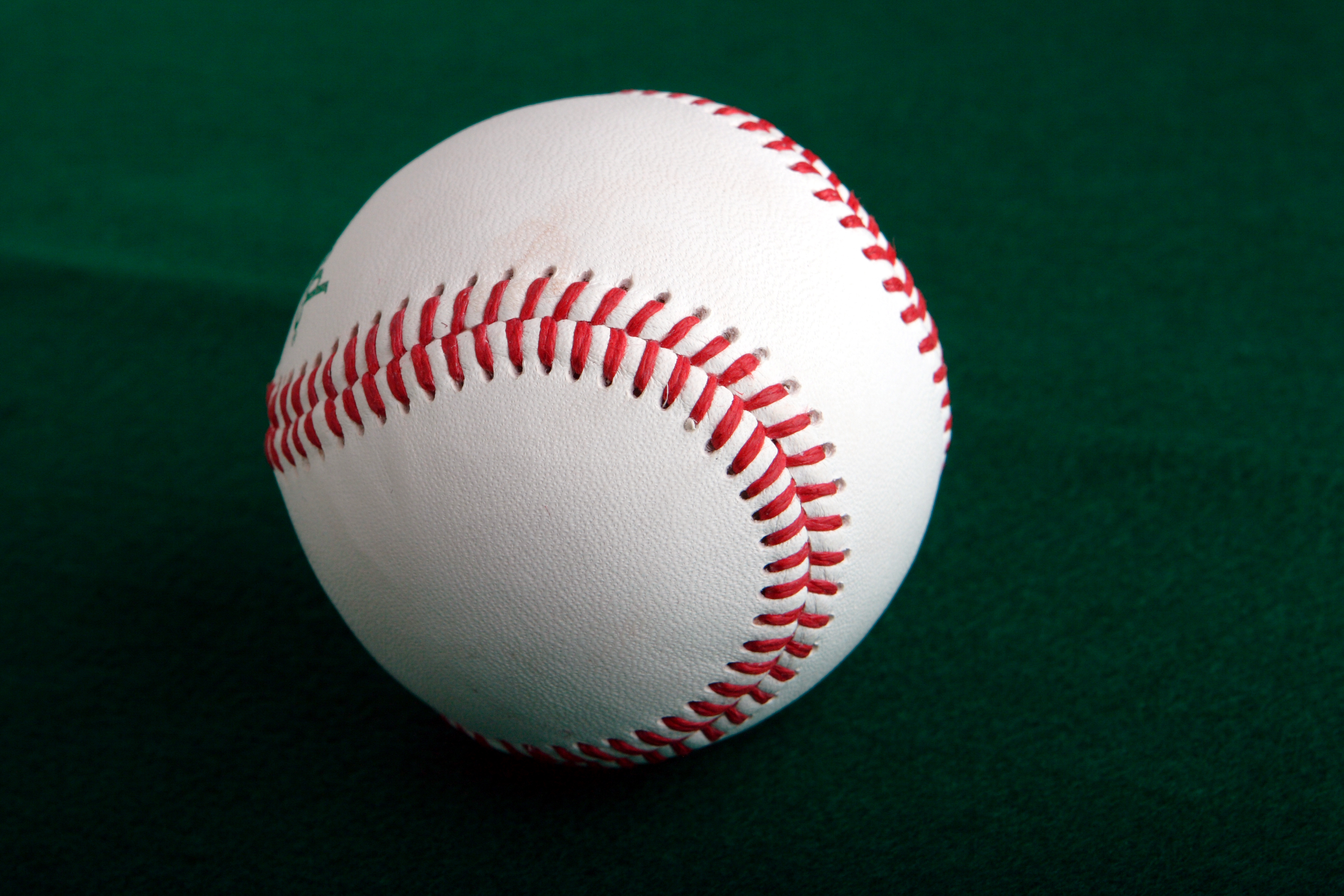
En baseboll.

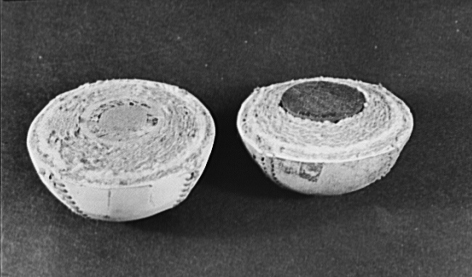
Halvor av två basebollar illustrerar sammansättningen av bollarna. Till vänster en traditionell boll med kärna av kork och till höger en boll med gummikärna som användes under andra världskriget.

En baseboll  är en boll som används främst inom idrotten med samma namn, baseboll. Bollen har en kärna av kork insvept i garn och täckt av två vita läderstycken. Den ska mäta cirka 7,5 centimeter i diameter och väga 150 gram. Den är 22,9 till 23,5 centimeter i omkrets. Det garn eller snöre som används för att linda in basebollen kan vara upp till 1,5 kilometer långt.

## Översikt
Vadderade korkkärnor patenterades i slutet 1800-talet av sportutrustningstillverkaren Spalding, det företag som grundades av före detta basebollstjärnan Albert Spalding. Under andra världskriget användes gummi från golfbollar i bollens mitt på grund av krigsbegränsningarna för inhemsk användning av material. På senare år har olika syntetiska material använts till att skapa basebollar, men de har i allmänhet lägre kvalitet, och används inte i de stora ligorna. Att använda olika typer av material påverkar prestanda för basebollen. Generellt kommer en "tighter-wound" baseboll att flyga av basebollträt fortare, och flyga längre. Eftersom basebollarna som används i dag är hårdare än tidigare, kallas bollarna ofta för juiced. Höjden på sömmarna påverkar också hur väl en pitcher kan kasta. Generellt är sömmarna på bollar i Little League och collegeligor markerade högre än på bollar som används i professionella ligor.
Under sportens tidigare period användes normalt bara en boll i varje spel, såvida den inte var för skadad för att vara användbar.
1909 patenterade före detta spelaren Alfred J. Reach kork-centerbaserade ivory nut i Panama, och föreslog att det skulle kunna vara ännu bättre i en baseboll än kork.